# Capanna Barone
Die Capanna Barone (deutsch Baronehütte) ist eine Selbstversorgerhütte oberhalb der Ortschaft Sonogno in der Gemeinde Verzasca im Val Vergonèss in den Tessiner Alpen. Sie ist eine der fünf Schutzhütten, die die Via Alta della Verzasca (VAV) bilden und der Società Escursionistica Verzaschese (SEV) gehören.

## Beschreibung
Die Hütte liegt auf 2172 m ü. M. in einem Seitental des Verzascatals. Sie wurde 1975 aus einer alten Alpkäserei zu einer Berghütte umgebaut und 1999 mit einem Anbau versehen.
Sie verfügt über Küche und Aufenthalts- und Essraum für 40 Plätze. Die Küche ist mit einem Holz- und Gasherd und Kochgeschirr ausgerüstet. Toiletten und fliessendes Wasser befinden sich im Inneren des Gebäudes. Die Hütten werden mit Holz beheizt und mit Solarzellen beleuchtet. Die 35 Schlafplätze sind auf zwei Gebäude aufgeteilt.
Die Hütte ist Etappenort der sechsten Etappe des Höhenwegs Via Alta Idra, der in 12 Etappen von der Quelle des Flusses Tessin bis zu seiner Mündung in den Lago Maggiore führt. Sie ist auch Etappenort der Via Alta Vallemaggia.

## Zustieg
- Von Sonogno (918 m ü. M.) kann die Hütte in 4 Stunden Gehzeit erreicht werden (Schwierigkeitsgrad T2). Sonogno ist mit öffentlichen Verkehrsmitteln erreichbar.

## Wanderungen
- Lago Barone (2391 m ü. M.) in 45 Minuten (T2).
- Bocchetta della Campala (2323 m ü. M.) in 50 Minuten (T4).
- Lago di Porchiér (2190 m ü. M.) in 1 Stunde (T2).

## Aufstiege
- Via Alta della Verzasca in vier Tagesetappen (T6).
- Pizzo Barone (2864 m ü. M.) in 2 Stunden (T3).
- Pizzo di Scinghign (2801 m ü. M.) in 2 Stunden (T4).
- Pizzo Campala (2645 m ü. M.) (T5).
- Pizzo di Piancói (2769 m ü. M.) (T6).

## Übergänge
- Rifugio Alpe Sponda in 3 Stunden
- Capanna Sovèltra in 3 Stunden (wegen Brandschaden bis auf weiteres geschlossen)
- Capanna Cògnora in 4 Stunden